# Ерік Бедар
Ерік Бедар (фр. Éric Bédard) — канадський ковзаняр, що спеціалізувався в шорт-треку, дворазовий олімпійський чемпіон, олімпійський медаліст, семиразовий чемпіон світу, багаторазовий срібний та бронзовий призер чемпіонатів світу.
Дві золоті олімпійські медалі Бедар здобув у складі канадської естафетної команди в естафетній гонці на 5000 метрів на Олімпіадах у Нагано та Солт-Лейк-Сіті, відповідно.
Після завершення кар'єри Бедар працював тренером у Німеччині та Італії.

## Зовнішні посилання
- Досьє на sports-reference.com [Архівовано 29 січня 2010 у Wayback Machine.]

## Виноски
1. ↑  http://shorttrack.wordpress.com/2010/09/15/wie-eric-bedard-ein-»italiener«-wurde/ [Архівовано 18 липня 2011 у Wayback Machine.] Bedard changes to Italy on German Shorttrack Newssite